# NRP Vega (1973)
O NRP Vega ou NE Vega foi um navio-escola da Marinha Portuguesa.
Era um veleiro armado em yawl, desenhado em 1948 por John G. Alden, foi construído por Henry Hinckley nos EUA, no Maine em 1949. Foi lançado à água a 22 de outubro de 1949, sendo, inicialmente baptizado de Valhalla. Chamou-se, depois, Mai Tai, Currituk e Janie C.
Adquirido, em 1963, por José Manuel de Mello, que transformou a sua armação para sloop e o rebatizou de Arreda IV.
Em 1973 foi oferecido ao Clube Naval de Oficiais e Cadetes da Armada, sendo rebatizado Vega.
Em 1974, este sloop podia ser visto e apreciado na doca de Belém, em Lisboa. Era o veleiro particular de maior arqueação em toda a doca, e talvez, do país. Armava uma vela grande marconi, envergada num mastro e numa retranca de duralumínio, e pela proa, um estai e uma genoa. Com as suas características de veleiro oceânico, era uma estampa inesquecível nas águas do Tejo, sob a força da nortada.
Em 1976 foi aumentado à frota da Armada, como navio-escola.
Desarmado e abatido ao efectivo da Armada em 21 de julho de 2008, através da Portaria n.º 714/2008 do Gabinete do Chefe de Estado-Maior da Armada.